# Port Saeed
Port Saeed (arabe : بور سعيد et parfois ميناء سعيد) est un quartier de Dubaï, aux Émirats arabes unis. Il a été fondé par Saeed Ahmed Lootah, qui l’a nommé d’après la ville égyptienne de Port-Saïd, détruite lors de l’invasion anglo-française durant la crise de Suez.
Port Saeed est bordé au sud par les eaux de la creek de Dubaï, au nord par Al Khabisi, à l’est par Al Garhoud, et à l’ouest par Rigga Al Buteen. Il s’étend entre le pont Al Garhoud et le pont Al Maktoum. Parmi les sites importants de Port Saeed figurent le Deira City Centre et le Dubai Creek Golf and Yacht Club.
Le Dubai Creek Golf and Yacht Club occupe presque la moitié de la superficie de Port Saeed. On y trouve un club en forme de voile, un parcours de golf de 18 trous, une marina, plusieurs villas, quelques restaurants en bord de creek et l’hôtel Park Hyatt Dubai.

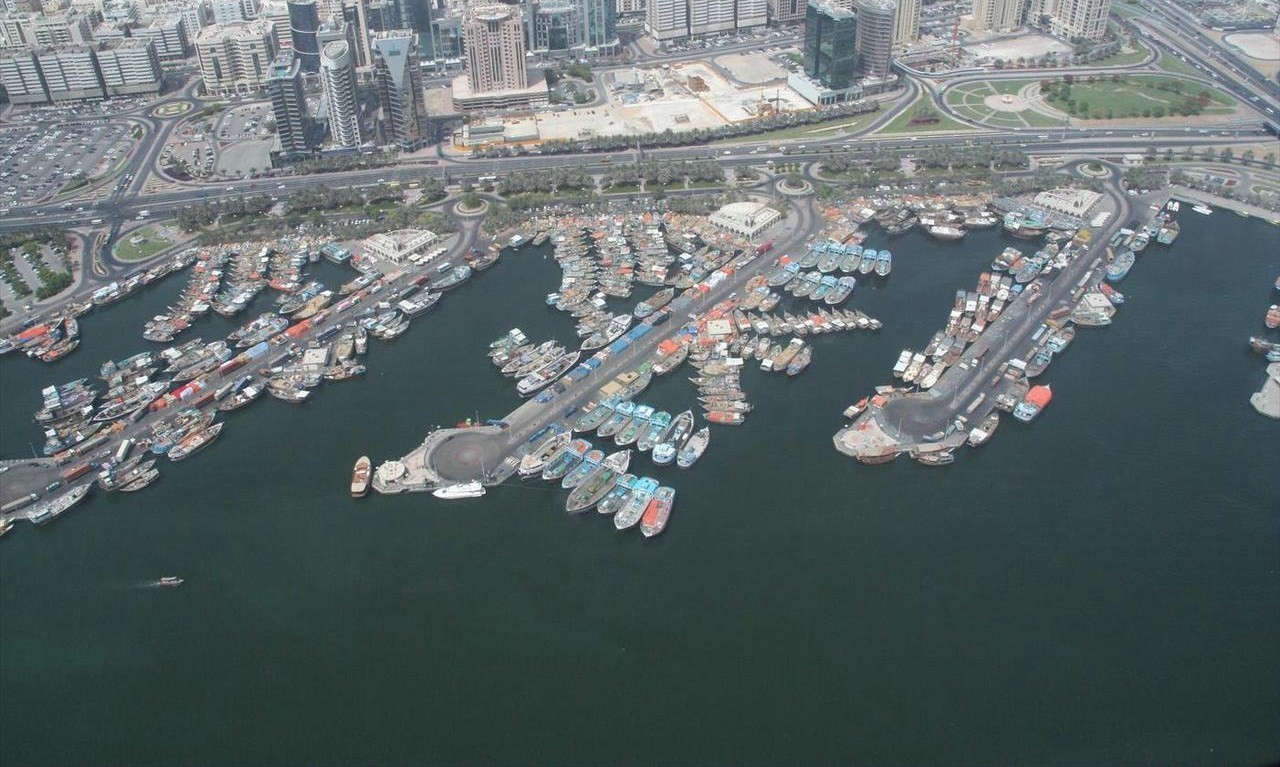
Port Saeed en 2007.

Port Saeed dispose d’un petit quartier résidentiel qui a été réaménagé par la municipalité de Dubaï après 2003. En conséquence, plusieurs nouveaux bâtiments ont été construits dans la zone.